# مسجد يني (إذيسا)
مسجد يني (باليونانية: Γενί Τζαμί)، من (بالتركية: Yeni Camii): هو مسجد تاريخي يعود تاريخه إلى العصر العثماني، يقع في مدينة إذيسا، مقدونيا في اليونان، وهو المسجد الوحيد المتبقي من المدينة. وهو يعمل الآن كمتحف.

## التاريخ
استنادًا إلى شكل الأثر التذكاري وذكره من قبل المستكشف والرحالة العثماني أوليا جلبي في 1668، يمكن إرجاع تاريخ بناء المسجد إلى منتصف القرن السابع عشر. تم تحويل المسجد إلى متحف في 1942، وهو مفتوح للزوار اليوم.

## أنظر أيضا
- الإسلام في اليونان
- قائمة مساجد اليونان
- متحف خيوس البيزنطي